# マッダローニ
マッダローニ（伊: Maddaloni）は、イタリア共和国カンパニア州カゼルタ県にある、人口約37,000人の基礎自治体（コムーネ）。

## 地理

### 位置・広がり

#### 隣接コムーネ
隣接するコムーネは以下の通り。括弧内のNAはナポリ県所属を示す。
- アチェッラ (NA)
- カゼルタ
- チェルヴィーノ
- マルチャニーゼ
- サン・フェリーチェ・ア・カンチェッロ
- サン・マルコ・エヴァンジェリスタ
- サンタ・マリーア・ア・ヴィーコ
- ヴァッレ・ディ・マッダローニ

### 気候分類・地震分類
マッダローニにおけるイタリアの気候分類 (it) および度日は、zona C, 978 GGである。
また、イタリアの地震リスク階級 (it) では、zona 2 (sismicità media) に分類される。

## 行政

### 分離集落
マッダローニには、以下の分離集落（フラツィオーネ）がある。
- Galazia, Grotticella, Messercola, Montedecoro, Monti, Sauda, Strettola, Sant'Eustachio, Calabricito, Casino Fortini, Saliscendi